# Svenstrup & Vendelboe
Svenstrup & Vendelboe er en dansk producer- og dj duo inden for housegenren, bestående af Kasper Svenstrup og Thomas Vendelboe. De brød igennem med deres remix af Medinas "Kun for mig" i 2008. Den 5. april 2010 udgav Svenstrup & Vendelboe sammen med sangerinden Karen deres debutsingle "I nat", der blev et hit med en guld-certificering for 15.000 downloads.
Den 11. april 2011 udkom deres anden single, "Dybt vand", som den den unge danske sangerinde Nadia Malm lægger vokal til. Singlen blev nummer ét på download- og streaming-hitlisterne, og har modtaget platin for både download og streaming. Ved Danish DeeJay Awards 2013 vandt "Dybt vand" i kategorierne The Voice Clubbing-Prisen, DK-Prisen, Dancechart.dk-Prisen, og Årets Danske DeeJay-Favorit.
Svenstrup & Vendelboe udgav deres anden single med Nadia Malm, "Glemmer dig aldrig" den 3. februar 2012. Singlen fik premiere i Big Brother 2012 på Kanal 5 samme dag. "Glemmer dig aldrig" blev den mest solgte sang fra en dansk artist i 2012.
I november 2012 udkom gruppens fjerde single "Where Do We Go from Here", sammen med Christopher. Sangen blev et top fem-hit på download- og streaming-hitlisterne.
Den 24. september 2013 offentliggjorde Svenstrup & Vendelboe, at deres selvbetitlede debutalbum udkommer den 14. oktober 2013. Gruppens femte single udkom den 30. september 2013, som bærer titlen "Hvor ondt det gør", hvor sangerinden Josefine medvirker. Den 2. januar 2014 udkom sjette single fra duoen, "Alt er intet" hvor sangeren Theis medvirker. Den blev kort efter udgivelsen Ugens Voice Choice på radiostationen The Voice, og blev valgt som titelmelodi til Big Brother 2014 på Kanal 5.
Duoen har vundet to Danish DeeJay Awards for Årets danske remix. I 2010 for deres remix af Medinas "Kun for mig", og i 2011 for deres remix af "Vi to" af selvsamme Medina. Gruppen har desuden remixet for Outlandish, Camille Jones, Lil Wayne, Hampenberg, Mohamed, DJ Aligator, og Kato.
Under sidste afsnit af tv-programmet Dybvaaaaad! optrådte Svenstrup & Vendelboe med nummeret "Dyyh Dyyh" som var lavet i samarbejde med tv-programmet, hvor flere lydklip optrådte fra blandt andre Sidney Lee. Nummeret gik straks ind på førstepladsen på iTunes.
Siden 2014 har Svenstrup & Vendelboe udgivet én single under navnet S&V, men ellers har duoen været inaktive på den danske musikscene i flere år. De er nu tilbage på musikscenen i 2021 og laver nu udsolgte koncerter og nye singler.  I april 2017 udgav duoen et officielt remix af Aquas "Roses Are Red" i forbindelse med Aquas 20 års jubilæum på deres debutalbum.

## Diskografi

### Album
| Titel                 | Album detaljer                                                                     | Højeste placering |
| Titel                 | Album detaljer                                                                     | Danmark           |
| --------------------- | ---------------------------------------------------------------------------------- | ----------------- |
| Svenstrup & Vendelboe | - Udgivet: 14. oktober 2013 - Selskab: Labelmade, disco:wax - Format: CD, download | 7                 |

### Singler
| År                                                               | Single                                             | Højeste placering | Højeste placering | Højeste placering | Certificering                               | Album                 |
| År                                                               | Single                                             | Download          | Streaming         | Airplay           | Certificering                               | Album                 |
| ---------------------------------------------------------------- | -------------------------------------------------- | ----------------- | ----------------- | ----------------- | ------------------------------------------- | --------------------- |
| 2010                                                             | "I nat" (featuring Karen)                          | 12                | —                 | —                 | - Guld (download)                           | Svenstrup & Vendelboe |
| 2011                                                             | "Dybt vand" (featuring Nadia Malm)                 | 1                 | 1                 | 4                 | - Platin (download) - Platin (streaming)    | Svenstrup & Vendelboe |
| 2012                                                             | "Glemmer dig aldrig" (featuring Nadia Malm)        | 2                 | 2                 | 3                 | - Platin (download) - 2× Platin (streaming) | Svenstrup & Vendelboe |
| 2012                                                             | "Where Do We Go from Here" (featuring Christopher) | 2                 | 5                 | —                 | - Guld (download) - 2× Platin (streaming)   | Svenstrup & Vendelboe |
| 2013                                                             | "Hvor ondt det gør" (featuring Josefine)           | 6                 | —                 | 13                | - Guld (streaming)                          | Svenstrup & Vendelboe |
| 2014                                                             | "Alt er intet" (featuring Theis)                   | —                 | —                 | —                 |                                             | Svenstrup & Vendelboe |
| 2014                                                             | "Battlefield" (featuring Camille Jones)            | —                 | —                 | —                 |                                             | Svenstrup & Vendelboe |
| "—" markerer en udgivelse der ikke opnåede en hitlisteplacering. |                                                    |                   |                   |                   |                                             |                       |

### Singler som S&V
- 2015: S&V - I've been waiting (featuring Terri B!)

### Andre samarbejder
- 2012: Joey Moe - "Strobelys"
- 2012: Xander - "Du skal aldrig lede mere" (featuring Svenstrup & Vendelboe)
- 2012: Medina - "Junkie" (featuring Svenstrup & Vendelboe)
- 2014: Dybvaaaaad! - "Dyyh Dyyh" (featuring Svenstrup & Vendelboe)
- 2014: Kongerne af Næstved - "4ÆverZenZyg (Klub Zenzyg)" (featuring Svenstrup & Vendelboe)
- 2014: Nadia Malm - "Hvor er du nu" (featuring Svenstrup & Vendelboe)